# 桂誠一郎
桂 誠一郎（かつら せいいちろう、1978年 - ）は、工学者。慶應義塾大学教授。博士（工学）。
研究分野は、抽象化理工学、人間支援、超人間、データロボティクス、波動システム、システムエネルギー変換、電機統合システム、産業電子。

## 経歴
- 1994年 慶應義塾普通部 卒業
- 1997年 慶應義塾高等学校 卒業
- 2001年 慶應義塾大学理工学部システムデザイン工学科 卒業
- 2004年 慶應義塾大学大学院理工学研究科 後期博士課程修了（総合デザイン工学専攻）
- 2005年 長岡技術科学大学電気系 助手（〜2007年）
- 2007年 長岡技術科学大学電気系 助教（〜2008年）
- 2008年 慶應義塾大学理工学部システムデザイン工学科 専任講師（〜2011年）
- 2011年 慶應義塾大学理工学部システムデザイン工学科 准教授（〜2019年）
- 2017年 アーヘン工科大学 訪問研究員
- 2019年 慶應義塾大学理工学部システムデザイン工学科 教授

## 来歴
親族に慶應義塾長代理、文部大臣を務めた高橋誠一郎がいる。
慶應義塾普通部より慶應義塾で学ぶ。慶應義塾普通部、慶應義塾高等学校ではバスケットボール部に所属する。慶應義塾高等学校時代の同期に元プロバスケットボール選手の米本聡がいる。

## 主な受賞歴
- 2003年 - 電気学会 電気学術振興賞 論文賞
- 2016年 - 日本学術振興会賞、船井学術賞
- 2017年 - 電気学会 電気学術振興賞 論文賞
- 2018年 - 永守賞
- 2024年 - Istvan Nagy Award

## 著作

### 共著
- 基礎からの自動制御と実装テクニック（技術評論社、2011年）